# Exército Iugoslavo Fora da Pátria
O Exército Iugoslavo Fora da Pátria (Servo-croata: Југословенска војска ван отаџбине, Jugoslovenska vojska van otadžbine; em esloveno:  Jugoslovanska vojska zunaj domovine) é o termo usado para designar membros do Exército Real Iugoslavo que conseguiram escapar da captura na Invasão da Iugoslávia. Esta parte do Exército Iugoslavo contava com cerca de 980 a 1.158 pessoas, a maioria membros da Marinha e da Força Aérea, que estavam estacionados no Egito e no Oriente Médio. Apenas esta parte do exército estava sob o comando direto do governo iugoslavo no exílio. 

## Segunda Guerra Mundial

### Formação
Um grupo de oficiais de alta patente liderados pelo Primeiro-Ministro e General do Exército Dušan Simović, pelo Ministro do Exército e da Marinha Bogoljub Ilić e pelo Comandante da Força Aérea, Brigadeiro-General Borivoje Mirković juntamente com membros do governo e o Rei Pedro II partiram o Reino da Iugoslávia em 15 de abril de 1941 de Nikšić via Grécia para a Palestina e o Egito. A desintegração e colapso do Exército Iugoslavo em Abril de 1941, a desorganização e a devastação forçaram os aviadores a enfrentar sozinhos circunstâncias difíceis. Vários aviões sobrevoaram o território da União Soviética. Vários aviadores deixaram o continente da Macedônia para a Grécia e depois em navios para o Oriente Médio. Em 17 de abril, hidroaviões realizaram oito voos da Baía de Kotor para a Grécia. Eles voaram para Alexandria via Corfu, Atenas e Creta em 23 de abril de 1941. Indivíduos e grupos menores do exército terrestre retiraram-se da Macedônia por iniciativa própria. A reunião foi realizada nos territórios do Egito e da Jordânia. A partir desse dia, o exército evacuado que escapou da captura durante a capitulação foi denominado Exército Iugoslavo Fora da Pátria. 
Em 21 de julho de 1941, o general Ilić apresentou um relatório ao primeiro-ministro Simović sobre o número de membros do exército exilado no Cairo. O número de evacuados por exército era composto pelo exército: 38 oficiais, 16 suboficiais, 26 cabos e patentes, e da marinha: 15 oficiais, 1 oficial mecânico, 1 oficial de engenharia civil, 1 oficial médico, 67 suboficiais. oficiais comissionados, 9 cabos e patentes. Eram os maiores integrantes da aviação: 103 oficiais, 100 suboficiais, 37 cabos e patentes.

### Desenvolvimento

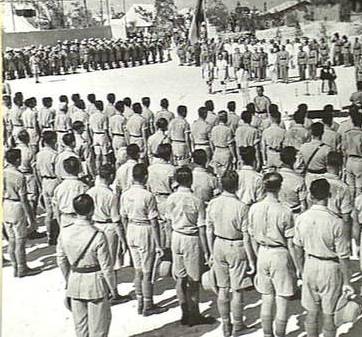
Recrutas iugoslavos no Oriente Médio

Durante 1941, um esquadrão aéreo iugoslavo, composto por 3 esquadrões (caça, bombardeiro e esquadrão de fuzileiros navais), seria formado a partir dos aviadores em fuga com a ajuda dos britânicos. Apenas esquadrões de fuzileiros navais e de caça foram formados, e o bombardeiro não. A pedido dos britânicos, o esquadrão de caça foi dissolvido após cerca de 15 dias. Mais tarde, foi formado um comando da Força Aérea. Um esquadrão de fuzileiros navais foi formado em Abu Kebir por aviadores que fugiram da Baía de Kotor em abril de 1941. Juntou-se à esquadra britânica, que defendeu toda a região de Alexandria, resgatou tripulações caídas e perdidas e descobriu navios inimigos. Das armas, contava com hidroaviões com os quais voou da Iugoslávia para a África. Até abril de 1942, o esquadrão realizou missões de combate. 
No final de abril de 1942, o esquadrão hidroelétrico cessou as operações de combate devido à dilapidação dos hidroaviões com os quais voou da Iugoslávia, e os novos aliados não os designaram. O Comando Supremo do Exército Real tinha um Batalhão de Guardas, composto por prisioneiros da Ístria e do Litoral Esloveno, uma força aérea e um destacamento naval. Todo o Exército Iugoslavo Fora da Pátria contava com 980 pessoas. 

### Problemas e dissolução
O cancelamento em massa da obediência aos mais velhos e as deserções para as Brigadas Ultramarinas do Exército de Libertação Nacional foram ocorrências diárias após 1 de Janeiro de 1944. Os desobedientes foram desarmados e em 15 de abril de 1944, cerca de 1.158 oficiais, suboficiais e combatentes se reuniram, prontos para se juntarem aos Partisans Iugoslavos. Um número considerável de aviadores reais não se declarou imediatamente a favor da Guerra de Libertação Nacional. Alguns esperaram que a situação melhorasse, por isso indivíduos e grupos mais pequenos declararam-se no final de 1944, e alguns até em 1945. Vários oficiais e soldados não queriam juntar-se aos guerrilheiros. Eles permaneceram no exterior e alguns deles trabalharam ativamente contra a Iugoslávia Federal Democrática após a guerra. 

### Unidades notáveis
- Batalhão da Guarda Real Iugoslava (1941–1944)
- Tropa Nº 7 (Iugoslava) do 10º Comando (Inter-Aliado) (1943–1944)
- Destacamento da Força Aérea Real Iugoslava (1943 – 1945)
- Voo B, No. 94 Sqn da Força Aérea Sul-Africana (1943 – 1944)